# クリス・パーキンス
クリストファー・パーキンス（Christopher Perkins,1968年2月29日 - ）は、カナダ系アメリカ人のゲームデザイナー、編集者。
ウィザーズ・オブ・ザ・コーストのロールプレイングゲーム「ダンジョンズ&ドラゴンズ」での活動で知られる。2025年に同社から去った。

## キャリア
パーキンスは、1988年に「Christopher Zarathustra」のペンネームで、『ダンジョン』誌11号に、アドベンチャー「Wards of Witching Ways」を執筆し、キャリアをスタートさせた。その後、1997年にウィザーズ・オブ・ザ・コースト（WotC）で正式に働き始め、『ダンジョン』の編集者として活動を開始した。数年後、彼はWotC定期刊行物の編集長に昇進した。

その後、パーキンスはロール・プレイング・ゲーム（RPG）『ダンジョンズ＆ドラゴンズ（D&D）』のシニア・プロデューサーとなり、『D&D』のデザイナー、開発者、編集者のチームを率いた。パーキンスは2007年、『ダンジョンズ&ドラゴンズ第4版』（『D&D4e』）のリリース前にストーリー・マネージャーを務めていた。パーキンスは『D&D4e』の開発中に『Star Wars Saga Edition 』の開発に携わっており、パーキンスと『D&D4e』チームの間で自由にアイデア交換がされていた。また、リチャード・ベイカーが率い、ジェームズ・ワイアット、マシュー・サーネット、エド・スターク、ミシェル・カーター、ステイシー・ロングストリートを含むSCRAMJETチームにも参加した。このチームは、『D&D4e』の開発中に『D&D』の設定と宇宙観を更新した。
パーキンスはWotCのウェブサイト上で、2年以上にわたってブログ「The Dungeon Master Experience」を執筆し、彼の自作世界である「Iomandra」のレンズを通して、キャンペーンの「dungeon mastering」という挑戦についてのコツやアドバイスを共有していた。しかし、2013年3月の最後の投稿で、彼は次の投稿が「少なくともしばらくの間」最後になると発表し、ブログは活動停止となった。
パーキンスは、2016年に発売されたアドベンチャー・モジュール『Curse of Strahd』のリード・ストーリー・デザイナーを務め、『ダンジョンズ&ドラゴンズ第5版』（『D&D5e』）にレイヴンロフトを追加した。2018年、パーキンスは『D&D』のシニア・ストーリー・デザイナーを務めた。 2024年のインタビューにおいて、彼は『D&D』ブランドのゲーム・アーキテクトとして、「他のD&Dチームやビジネス・パートナー」のサポートと共に、卓上ゲーム製品を作る「デザイナーと編集者のチームを管理することが主な責任」であると強調している。2024年10月、パーキンスは「私は『モンスター・マニュアル』（2025年）と次のD&Dスターター・セットに多大な貢献をしたが、『ダンジョン・マスターズ・ガイド』（2024年）が私がプロダクト・リーダーとしてクレジットされている最後の公式D&D書籍である」と述べた。後に彼は、WotCでの役職がゲーム・デザイン・アーキテクトからクリエイティブ・ディレクターに移行したことを明らかにした。2025年4月、パーキンスはWotCで"28年間"働いた後、引退することを発表した。

### アクチュアル・プレイ
パーキンスはPAX Unplugged 2018まで、ペニー・アーケード・エキスポ（PAX）で「Acquisitions Incorporated Dungeons & Dragons」のダンジョンマスターを長年務めていた。このゲームは2008年に『D&D4e』から始まり、新版のリリース後に『D&D5e』に切り替わった。
2016年から2019年まで、パーキンスはD&Dの最新ストーリーラインをライブストリームでプレイスルーするTwitch番組『Dice, Camera, Action』でダンジョンマスターを務めた。 また、D&Dを題材にした番組『Critical Role』に2度ゲスト出演している。

## 私生活
余暇には、自作の世界「Iomandra」を舞台にしたD&Dのキャンペーンを運営している。